# Olle Strandman
Olof (Olle) Sigvard Tycho Strandman född 3 december 1911 i Stockholm, död där 14 augusti 1981, var en svensk teckningsinspektör, tecknare och målare.
Han var son till köpmannen Tycho Strandman och Bertha Hellström och från 1938 gift med Hilma Karin Margareta Hagman. Efter avlagd studentexamen 1931 studerade Strandman konst vid Ollers målarskola och Högre konstindustriella skolan i Stockholm 1932–1936 samt avlade en fil. kand.-examen vid Lunds universitet 1947. Han arbetade som teckningslärare 1936–1957 och utnämndes sistnämnda år till teckningsinspektör vid Stockholms skoldirektion. Vid sidan av sitt arbete var han verksam som konstnär och medverkade i utställningar arrangerade av Dalarnas konstförening. Hans konst består huvudsakligen av landskapsskildringar. Strandman är representerad i Stora Kopparbergs bergslags samlingar. Strandman utgav ett flertal böcker bland annat Teckning och konstkännedom och Barn och bild.